# Juan José Cea Escobar
 (juin 2015).
Si vous disposez d'ouvrages ou d'articles de référence ou si vous connaissez des sites web de qualité traitant du thème abordé ici, merci de compléter l'article en donnant les références utiles à sa vérifiabilité et en les liant à la section « Notes et références ».
Juan José Cea Escobar, né en janvier 1983 à Viña del Mar au Chili, est un réalisateur, monteur, conférencier et enseignant en cinéma. Il est le réalisateur et producteur du film "Slasher" Furieuse (She's Furious) et Entre Fronteras.  Il habite actuellement à Montréal, au Québec

## Biographie
Juan José Cea Escobar Né à Viña del Mar, il habite à Valparaiso, Chili, jusqu'à l'âge de 21 ans.   
En 2001, il rentre à l'université pour suivre le programme de « Communication Audiovisuelle » (Technique, réalisation et production de cinéma et télévision) et en 3e année il va produire et réaliser une minisérie humoristique diffusée à UCV Télévision à l’intérieur de l’ émission de jeunesse « Hora Libre »     
Il s'installe au  Québec en 2005. Entre 2005 et 2008, il a l'occasion de travailler comme pigiste à Toronto en tant que cadreur et monteur dans le domaine du corporatif et de l'événementiel pour les entreprises Genesis Multimedia et CCR Solutions. Il reprend également ses études pour obtenir un certificat en scénarisation cinématographique à l'université de Québec à Montréal.
Sous le nom de Traccos Production, il tente de produire plusieurs courts métrages, mais ces projets restent inachevés. En novembre de la même année, il est engagé par la première chaîne « 100 % espagnole du Canada »,  Nuevo Mundo Télévision. Il devient rapidement réalisateur et monteur de plusieurs émissions, diffusées sur cette chaîne jusqu'en 2014.

### 2008
En mars 2008, la crise économique frappe durement "Nuevo Mundo Télévision", entraînant la suppression quasi totale des émissions internes et le licenciement de 90 % des employés. Après la diffusion de la troisième saison de l'émission "Parada de Autobus", parrainée par la STM de Montréal, Juan José retourne à Toronto comme pigiste, travaillant à nouveau avec CCR et Genesis Multimedia comme technicien AV et monteur.  
En décembre 2008, il s'installe définitivement à Montréal et découvre la famille Lozeau, un magasin spécialisé en photographie qui se lance dans la vidéo. Juan José devient conseiller en vidéo professionnelle et anime des ateliers sur "Final Cut 7" et "Techniques de tournage" jusqu'en décembre 2013.
En août 2008, il fonde "Traccos Films", une petite maison de production dédiée aux courts métrages. Avec l'acteur et réalisateur Jose Fuca, ancien animateur de "Jornada Laboral" à Nuevo Mundo Télévision, il produit des courts métrages présentés dans divers festivals internationaux.
Grâce à son blogue en espagnol sur la technique et les équipements cinématographiques, il commence à voyager au Chili pour donner des conférences dans des écoles et festivals de cinéma.
En 2011, l'équipe de Traccos Films est invitée à produire le moyen métrage "The Last Hope", écrit et réalisé par le journaliste colombien Harold Martinez. Ce projet permet à Juan José de rencontrer une diverse équipe de techniciens et comédiens, qui seront essentiels pour ses futurs projets.  
En 2012, il commence le tournage de Furieuse, un long métrage à budget zéro réalisé avec l'aide de son équipe technique, des commandites et des échanges de services audiovisuels.
En 2013, il devient membre de l'Association des Réalisateurs et Réalisatrices du Québec (ARRQ) et représentant pour l'Amérique latine de ShapeWLB, spécialiste en supports et accessoires pour caméras. En janvier 2014, il commence à enseigner la réalisation télévisuelle et le montage cinématographique à l'institut Grasset.

### 2014
En 2014, Juan José commence à devenir (selon la revue quebecois "qui fait quoi") un homme aux multiples casquettes. Il fonde Traccos Solutions pour répondre à la demande croissante de services corporatifs et de captation multicaméra. Il choisit de réserver le nom "Traccos Films" exclusivement pour les projets cinématographiques, tandis que Traccos Solutions se positionne comme une petite société de production dédiée aux clients institutionnels et artistiques.
En février 2015, il présente en avant-première le long métrage indépendant, la comédie "néo-noir | slasher" Furieuse, sélectionnée dans 27 festivals internationaux et récompensée par 7 prix, dont meilleure actrice (3 fois), meilleur directeur de la photographie (2 fois), meilleure actrice de soutien et meilleur son. Le DVD et Blu-ray sortent en octobre 2018.
En septembre 2016, il entame avec Jose Fuca la réalisation de leur deuxième long métrage indépendant, le triptyque Entre frontières, qui prendra plusieurs années jusqu'à le lancement officiel en Septembre 2024 au Cinéma du Parc de Montréal. 

## Filmographie
Dans une entrevue de radio, Juan José Cea Escobar déclare que le montage sera difficilement quelque chose qu'il pourrait confier à d'autres personnes : « C'est l'opportunité de réaliser mon film une deuxième fois ». Dans la liste de ses productions, il signe aussi le montage de plusieurs projets.

### Cinéma
| Année | Film                                                | Profession(s) | Profession(s) | Profession(s) | Profession(s)              |
| Année | Film                                                | Réalisateur   | Scénariste    | Monteur       | Autre                      |
| ----- | --------------------------------------------------- | ------------- | ------------- | ------------- | -------------------------- |
| 2024  | Entre Fronteras (en Post-production)                | ✔️            | ✔️            | ✔️            |                            |
| 2020  | Innocense (court métrage)                           |               |               | ✔️            | D.O.P.                     |
| 2015  | Le maitre des lieux (court métrage)                 | ✔️            |               | ✔️            |                            |
| 2015  | Furieuse (Long métrage fiction)                     | ✔️            | ✔️            | ✔️            | Figurant et producteur     |
| 2014  | Woman Crossing the Line (Long métrage documentaire) |               |               | ✔️            |                            |
| 2011  | The Last Hope (Moyen métrage)                       |               |               | ✔️            | Assistant à la réalisation |
| 2011  | Pour Quoi Pas? (court métrage)                      |               |               | ✔️            |                            |
| 2010  | Partager la Neige (court métrage)                   | ✔️            |               | ✔️            |                            |
| 2010  | La Faille (court métrage)                           | ✔️            |               | ✔️            | Producteur                 |
| 2009  | La Réponse (court métrage)                          | ✔️            | ✔️            | ✔️            |                            |
| 2008  | Moi, dans mon pays                                  |               |               | ✔️            |                            |

Télévision - Événement en direct
| Année | Lieu ou chaîne de Télévision Pays                                                                                    | Émission                                      | Profession(s) | Profession(s) | Profession(s) | Profession(s)                                      | Profession(s) |
| Année | Lieu ou chaîne de Télévision Pays                                                                                    | Émission                                      | Réalisateur   | Cadreur       | Monteur       | Directeur de télévision (Réalisateur / aiguilleur) | Invité        |
| ----- | --- | --------------------------------------------- | ------------- | ------------- | ------------- | -------------------------------------------------- | ------------- |
| 2022  | Canada: Republique Dominicaine: Fuego TV et Tele Canal 28 Bolivia : BENITV et Bolivia Tierra Mia                     | 8th Latin Awards Canada                       | ✔️            |               | ✔️            | ✔️                                                 |               |
| 2021  | Canada: Évènement virtuelle Republique Dominicaine: Fuego TV et Tele Canal 28 Bolivia : BENITV et Bolivia Tierra Mia | 7th Latin Awards Canada                       | ✔️            |               | ✔️            | ✔️                                                 |               |
| 2021  | Canada: Évènement virtuelle                                                                                          | 1er Sonnature Fest                            | ✔️            |               |               | ✔️                                                 |               |
| 2020  | Théâtre Rialto de Montréal                                                                                           | 1st Tropicanada de Montréal                   | ✔️            |               |               | ✔️                                                 |               |
| 2020  | Canada : Évènement virtuelle Mexique : La Plataforma Independiente                                                   | 6th Latin Awards Canada                       |               |               | ✔️            | ✔️                                                 |               |
| 2019  | Théâtre Rialto de Montréal                                                                                           | 5th Latin Awards Canada                       | ✔️            |               |               | ✔️                                                 |               |
| 2018  | Théâtre Rialto de Montréal                                                                                           | 4th Latin Awards Canada                       | ✔️            |               | ✔️            | ✔️                                                 |               |
| 2017  | Théâtre Rialto de Montréal                                                                                           | 3th Latin Awards Canada                       | ✔️            |               | ✔️            | ✔️                                                 | ✔️            |
| 2016  | Théâtre Simposia de Montral                                                                                          | 2th Latin Awards Canada                       |               |               | ✔️            |                                                    |               |
| 2013  | Nuevo Mundo Tv \| Canada                                                                                             | La voz Latina                                 |               |               |               |                                                    | ✔️            |
| 2011  | Nuevo Mundo Tv \| Canada                                                                                             | Nuevo Mundo Noticias                          |               |               |               |                                                    | ✔️            |
| 2010  | Hôtel Sheraton de Laval, Québec                                                                                      | 2th Laval International Summer Salsa Festival |               |               | ✔️            | ✔️                                                 |               |
| 2009  | John Bassett Theatre, Toronto, Ontario                                                                               | Miss Universe Canada 2009                     |               | ✔️            | ✔️            |                                                    |               |
| 2009  | Hôtel Sheraton de Laval, Québec                                                                                      | 1st Laval International Summer Salsa Festival | ✔️            |               | ✔️            |                                                    |               |
| 2008  | The Metro Toronto Convention Centre's John Bassett                                                                   | Miss Univers Canada 2008                      |               | ✔️            | ✔️            |                                                    |               |
| 2008  | Nuevo Mundo Tv \| Canada                                                                                             | Parada de Autobus (3)                         | ✔️            | ✔️            | ✔️            |                                                    |               |
| 2008  | Nuevo Mundo Tv \| Canada                                                                                             | Batalla de las Americas                       | ✔️            | ✔️            | ✔️            |                                                    |               |
| 2007  | Nuevo Mundo Tv \| Canada                                                                                             | Parada de Autobus (2)                         |               | ✔️            | ✔️            |                                                    |               |
| 2007  | Casino de Montréal \| Canada                                                                                         | Miss Univers Canada 2007                      |               | ✔️            | ✔️            |                                                    |               |
| 2007  | Nuevo Mundo Tv \| Canada                                                                                             | Rostros (2)                                   |               | ✔️            | ✔️            |                                                    |               |
| 2007  | Nuevo Mundo Tv \| Canada                                                                                             | Jornada Laboral                               | ✔️            | ✔️            | ✔️            |                                                    |               |
| 2005  | Casino de Montréal \| Canada                                                                                         | Miss Univers Canada 2005                      |               | ✔️            | ✔️            |                                                    |               |
| 2004  | UCV TV \| Chili | La Colombina 280                              | ✔️            | ✔️            | ✔️            |                                                    |               |